# Pseudosteineria
Pseudosteineria är ett släkte av rundmaskar. Pseudosteineria ingår i familjen Monhysteridae.
Kladogram enligt Catalogue of Life:
| Pseudosteineria | \| \| Pseudosteineria anteferens \| \| \| \| \| \| Pseudosteineria anticipans \| \| \| \| \| \| Pseudosteineria coronata \| \| \| \| \| \| Pseudosteineria horrida \| \| \| \| |
|                 | \| \| Pseudosteineria anteferens \| \| \| \| \| \| Pseudosteineria anticipans \| \| \| \| \| \| Pseudosteineria coronata \| \| \| \| \| \| Pseudosteineria horrida \| \| \| \| |
|                 | Pseudosteineria anteferens |
|                 | |
|                 | Pseudosteineria anticipans |
|                 | |
|                 | Pseudosteineria coronata |
|                 | |
|                 | Pseudosteineria horrida |
|                 | |